# Вольний вірш
Во́льний вірш (байковий вірш, довільний вірш, вольний ямб) — вірш, який характеризується вільною, безсистемною послідовністю рядків різної довжини, але одного розміру вірша. У силабо-тонічному віршуванні — це римований астрофічний вірш, найчастіше ямб, з чергуванням кількості стоп від однієї до шести (й більше) у вільній послідовності.
Вольний вірш слід відрізняти від верлібра (вільного вірша), в якому немає правильної метричної періодичності й наскрізного римування, а також від різностопного вірша, з упорядкованою послідовністю стоп. 
Спочатку він появився в байках, жанрова своєрідність яких вимагала невимушеної розповіді, живих інтонацій, а отже — і різної довжини фраз. Тому спершу його називали байковим віршем. Оскільки байки зазвичай писали ямбом, то цей вірш називали ще вольним ямбом. Так, у байці Леоніда Глібова «Орачі і Муха» безсистемно чергуються 6-стопний, 3-стопний і 5-стопний рядки:
У полі Орачі на ярину орали,
І Муха там була,
І хоч її непрохану ганяли,
Одначе крадькома і їла і пила,
Бо звикла змалечку кохаться у чужому.
Тут по чотири стопи у першому і другому рядках, шість — у третьому, три — у четвертому. Або ще приклад вольного вірша із іншої байки Л.Глібова «Вовк і Кіт»:
В село із лісу Вовк забіг…
Не думайте, що в гості, братця!
Ні, в гості Вовк не забіжить,
А він прибіг, щоб де-небудь сховаться…
Усюди Вовченька недоленька морочить,-
Хоч сядь та й плач…
Коли глядить —
На загороді Кіт сидить…
Перші три рядки розповідають про подію звичайним чотиристопним ямбом, та вже четвертий рядок має 5 ямбів, п'ятий — 6, шостий (приповідка) — 2. Такі вольні вірші називають неврегульованими, оскільки в них відсутня закономірність у чергуванні рядків з різною кількістю стоп.  Вольний ямб зустрічаємо в байках П. Гулака-Артемовського, Є. Гребінки, Л. Боровиковського.
Згодом вольний вірш почали застосовувати в інших літературних видах — поемі, драмі тощо. В українській поезії ХХ століття він використовувався з різним поширенням: в 1910 — 1920-і pp. широко застосовувався в різних видах лірики та епосу; у 1930-і pp. його активність різко послаблюється; у 1940 — 1950-і він майже виходить з ужитку; у 1950-х pp. поступово відроджується.
У ліриці вольний вірш набув тенденції до урегулювання, тобто в чергуванні різностопних рядків поети дотримувалися певної закономірності; він став використовувати крім ямба й інші стопи. Як приклад, рядки з вірша Павла Грабовського «Швачка»:
Рученьки терпнуть, злипаються віченьки…
Боже, чи довго тягти?
З раннього ранку до пізньої ніченьки
Голкою денно верти.
У цьому вірші написаному дактилем закономірно чергуються рядки: непарні — чотиристопні, парні — тристопні.
Сучасні поети в різні періоди своєї творчості також використовують вольний ямб. Так, у структурі ямбічних двоскладових розмірів поетичних творів М. Вінграновського 1950–1970-х рр. вольний ямб (ЯВ) посідає одне з чільних місць (27,6 %) разом з чотиристопним ямбом Я4 (27,1 %), за ними йде п'ятистопний ямб Я5 (14,2 %). ЯВ постає в М. Вінграновського як універсальний розмір, придатний для втілення найрізноманітніших тем. Вольний ямб у нього найчастіше використовується за формулою ЯВ-Я5–Я6. Рядки Я6 розсипані по всьому тексту, в астрофічних творах можна спостерігати розрізання рядками Я6 масивів Я5, а в строфічних — співіснування строф Я5 зі строфами з різним метричним розміром. Я5 у структурі віршування поета бере на себе основне навантаження у ЯВ. Прикладом вольного ямба, який переходить у п'ятистопний ямб (ЯВ–Я5) є вірш М. Вінграновського «Бабунин дощ»:
Бабунин дощ, на клямці цяпота,
І стежка в яблуках вже стежкояблуката,
З котяри — іскри! З м'яти — чамрота!
Пускає бульби на порозі хата…
Іде хтось темним садом-заховайсь!
Є вольні хореї й анапести. Вони менш уживані. Форму за участі вольного (ХВ), п'ятистопного (Х5) і шестистопного  (Х6) хореїв ілюструє вірш М. Вінграновського «Сестри білять яблуні в саду…»:
Сестри білять яблуні в саду.
Мати білять хату та у хаті.
Біля хати білий батько на канапі
Вигріває війни та журбу.